# Cheilosia omissa
Cheilosia omissa är en tvåvingeart som först beskrevs av Becker 1894.  Cheilosia omissa ingår i släktet örtblomflugor, och familjen blomflugor.
Artens utbredningsområde är Österrike. Inga underarter finns listade i Catalogue of Life.